# Carlton SC
Der Carlton Soccer Club war ein kurzlebiger australischer Fußballklub aus Melbourne, welcher von 1997 bis 2000 in der National Soccer League spielte, welche zu dieser Zeit die höchste Spielklasse des Landes darstellte.

## Geschichte
Der Klub wurde im Jahr 1997 gegründet, trainiert wurde die Mannschaft ab da von Eddie Krnčević, der gerade erste seine aktive Karriere als Spieler beendet hatte. Zur Saison 1997/98 stieg die Mannschaft in den Spielbetrieb der NSL ein und erreichte gleich in der ersten Saison das Finalspiel, wo man schließlich erst mit 1:2 dem South Melbourne FC unterlag. Diesen sofortigen Erfolg konnte man jedoch in der nächsten Saison nicht erneut erreichen und verpasste über den elften Platz der Hauptrunde klar den Einzug in die Playoffs. Zur Saison 1999/2000 gelang dann wieder die Teilnahme an den Playoffs, hier erreicht man nach dem besiegen der Marconi Stallions im Elimination Final und einem 2:1-Sieg über Sydney Olympic im Minor Semi-Final zumindest noch das Preliminary Final, wo es nach einer 1:2-Niederlage gegen den späteren Meister Wollongong Wolves aber auch zu Ende war.
Carlton begann die Saison 2000/01 mit drei Siegen. vier Unentschieden und einer Niederlage mit einem Torverhältnis von 12:8 recht ansprechend. Doch die Partie am Sonntag, den 3. Dezember 2000 gegen Northern Spirit FC, ein ebenso recht kurzlebiges Ensemble aus North Sydney, die im heimischen Epping Stadium mit 1:1 endete, sollte die letzte bleiben. Danach zog die Vereinsleitung die Mannschaft aus finanziellen Gründen vom Spielbetrieb zurück und der Klub wurde schließlich aufgelöst. Andrew Marth war der letzte Torschütze für die Mittlerweile vom Schotten Stuart Munro angeleiteten Melbourner. Alle Spiele dieser Saison wurden mit 3:0 für die Gegner gewertet.

## Bekannte Spieler
- Daniel Allsopp (1997–1998)
- Dean Anastasiadis (1997–2000)
- Mark Bresciano (1997–1999)
- Simon Colosimo (1997–2000)
- Vince Grella (1997–1998)
- Steve Horvat (1999–2000)
- Joshua Kennedy (1999–2000)
- John Markovski (1997–1998)
- Andrew Marth (1998–2001)
- Robbie Middleby (2000)
- Andrew Packer (1999–2000)
- Archie Thompson (1999–2000)